# أحمد معنينو
 الحاج أحمد بن محمد معنينو الأندلسي السلاوي، (ولد سنة 1906 بمدينة سلا وبها توفي في 11 مايو 2003)، هو كاتب ومقاوم ومناضل في الحركة الوطنية المغربية.

## السيرة
ولد في سلا بالمغرب، زنقة البليدة عام 1906 هو الابن الأصغر عائلة مكونة من ثمانية أطفال، من أصل أندلسي، فقد والدته وهو في ستة أشهر ثم ربته خالته التي أصبحت زوجة والده.
شارك في أول مظاهرة له بسلا وعمره لا يتجاوز سبع سنوات.
حصل معنينو على أول الإجازات العلمية في سن مبكرة حيث مكنته رحلته إلى الديار المقدسة، وهو في العشرين من زيارة عدد من البلدان العربية والإسلامية، حضر خلالها دروس كبار علماء المشرق، ونال إجازة علمية من مدرسة الإمام النووي بدمشق من الشيخ بدر الدين الحسني وأخرى من بيروت من الشيخ يوسف النبهان. وقد تركت هذه الزيارة أثرا كبيرا على أفكاره السياسية ومبادئه الوطنية.
أسس أول مدرسة حرة بزاوية الشيخ سيدي محمد بن عبود في بداية الثلاثينات، ثم عام 1933 قام بتنظيم أول احتفال بعيد العرش بالمغرب رفقة بعض مناضلي المدينة.
وفي 1934، سجن رفقة صديقه محمد حصار لمدة شهرين بسبب إقفال 27 خمارة بسلا ضمن مظاهرة شعبية كبيرة، ثم سجن ستة أشهر مرة أخرى بسبب ترؤسه لمظاهرة للمطالبة بالحرية والصحافة وذلك خلال سنة 1936، لذلك يعتبر أول صحفي مغربي يتلقى حكما لمشاركته في المظاهرة الداعية إلى حرية الصحافة.
```
وفي سنة 1937 كان من مؤسسي ُالحركة القومية ُ برئاسة الزعيم 
محمد حسن الوزاني
، وبعد نفي الزعماء السياسيين، استطاع أن يغادر المغرب بدعوى الحج، من أجل القيام بالدعوة للقضية المغربية. بعد أن صدر المنع بعودته إلى سلا، التحق بالمنطقة الخليفية واستقر 
بتطوان
 حيث واصل نشاطه الثقافي والسياسي في إطار «حزب الوحدة المغربية».
```

سنة 1939 أسهم مع محمد المكي الناصري في إنشاء «معهد مولاي المهدي», وفي سنة 1940 قاد أكبر مظاهرة بتطوان خطب فيها خمس ساعات تحت شعار «ماتت فرنسا، عاش المغرب».
انتقل إلى طنجة فأنشأ فيها فرعا لمعهد مولاي المهدي ثم فرعا صناعيا للدراسة وتزوج بالفاضلة للا السعدية القادري.
وفي سنة 1946، وبعد تسع سنوات من النفي، رفع عنه المنع ليعود إلى سلا وليباشر نشاطه كعضو سياسي في حزب الشورى والاستقلال الذي تأسس خلال هذه السنة، فعمل في إطار الحزب حيث كان عضوا بارزا في مكتبه السياسي على تأسيس عدة خلايا وفروع وتحضير مؤتمراته الوطنية والجهوية وفي تحرير المقالات والدراسات في جريدة «الرأي العام» وعدد من الجرائد والمجلات.
عند اشتداد الأزمة بين الشعب المغربي والاستعمار الفرنسي سارع إلى تأسيس عدة خلايا للمقاومة التي تحركت بمجرد نفي الملك للقيام بواجبها الوطني. وقد ألقي القبض على معنينو وحكم عليه من طرف المحكمة العسكرية بالدار البيضاء بسنة ونصف سجنا وغرامة مالية. ساهم معنينو مع وفد حزب الشورى والاستقلال في مفاوضات إيكس ليبان كما أشرف على تنظيم حراسة الطريق من المطار إلى القصر الملكي بالرباط يوم عودة الملك محمد الخامس من منفاه.
عين الحاج أحمد من قبل الملك محمد الخامس، عضوا في «المجلس الوطني الاستشاري» الذي كان يرأسه المهدي بن بركة. وبصفته رئيس مجموعة المعارضة، بعث سؤال مكتوب إلى وزير الداخلية للدعوة عن مصير الأشخاص المفقودين والسجناء السياسيين المنتمين لحزب الشورى والاستقلال. كان من بين نتائج نضال المعارضة داخل هذا المجلس صدور قانون الحريات العامة سنة 1958 وإطلاق سراح العديد من المعتقلين والمختطفين،
في 3 يونيو 1977، أصبح الحاج أحمد عضو في اتحاد المؤرخين العرب.
طيلة عهد الاستقلال ظل عضوا نشيطا في المكتب السياسي لحزب الشورى والاستقلال الذي أصبح يحمل اسم حزب الدستور الديمقراطي.
```
وتتويجا لعمله الفكري والثقافي حصل على جائزة الاستحقاق الكبرى لسنة 1992 سلمت له من في حفل كبير من طرف السمو الملكي ولي العهد الأمير سيدي محمد.
```

أسلم الحاج أحمد الروح إلى بارئها يوم 11 ماي 2003 بمنزله بسلا عن سن تناهز السابعة والتسعين وقد وصفه محمد السادس، ملك المغرب في رسالته تعزية إلى أسرة الراحل: 

## العائلة
أحد أبنائه هو الصديق معنينو، صحافي، عمل مديرا للتلفزة والإعلام بوزارة الاتصال ثم كاتبا عاما بنفس الوزارة.

## وفاته
توفي الحاج أحمد معنينو يوم الأحد 11 ماي 2003 في مدينة سلا، عن عمر يناهز 97 عاما.

## من مؤلفاته
- ذكريات ومذكرات [11 جزء].
- شعراء سلا في القرن 14 هجري 19 ميلادي.
- في الذكرى العاشرة لوفاة الزعيم محمد حسن الوزاني.
- من مظاهر التعذيب الحزبي أو دار بريشة الثانية.
- عائلة معنينو السلاوية.
- محمد حسن الوزاني: تسع سنوات في المنفى.
- المجلس الوطني الاستشاري ومعارضة حزب الشورى والاستقلال 1956-1959.
- مواقف الشرف لمحمد حسن الوزاني.
- محمد حسن الوزاني الداعية الديموقراطي المجاهد.
- دار بريشة أو قصة مختطف.
- جمعية أخوات الصفا.

## الجوائز والأوسمة
- تم توشيح الحاج أحمد معنينو في الثالث من مارس سنة 1968 بوسام العرش من قبل الملك الحسن الثاني.